# Barranc de la Font Gran
El barranc de la Font Gran és un barranc del terme municipal de Tremp que s'origina dins de l'antic terme de Fígols de Tremp i va a abocar-se en el barranc d'Eroles, encara en el mateix terme municipal.
Es forma a 1.098 m. alt., al sud de les Roques del Calderó, de la carena de Roca de la Mola. des del seu naixement davalla cap al sud-est, passant a prop i al nord d'on hi hagué la Masia d'Eixandre i al sud de la de Miquel, i quan, a prop i al sud-est d'aquesta darrera, es troba amb el barranc dels Albars, i junts formen el barranc d'Eroles.